# Zörnigall
Zörnigall is een plaats en voormalige gemeente in de Duitse deelstaat Saksen-Anhalt en maakt deel uit van de gemeente Zahna-Elster in de Landkreis Wittenberg.
Zörnigall telt 911 inwoners.